# Тягунська сільська рада (Зоринський район)
Тягу́нська сільська рада (рос. Тягунский сельский совет) — сільське поселення у складі Зоринського району Алтайського краю Росії.
Адміністративний центр — селище Тягун.

## Населення
Населення — 1691 особа (2019; 2039 в 2010, 2222 у 2002).

## Склад
До складу сільської ради входять:
| Населений пункт  | Населення, осіб (2002) | Населення, осіб (2010) |
| ---------------- | ---------------------- | ---------------------- |
| Анатолія, селище | 34                     | 21                     |
| Тягун, селище    | 2188                   | 2018                   |